# ربه‌کا (فیلم ۱۹۶۳)
«ربه‌کا» (انگلیسی: Rebecca) یک فیلم هندی است که در سال ۱۹۶۳ منتشر شد.